# Brea

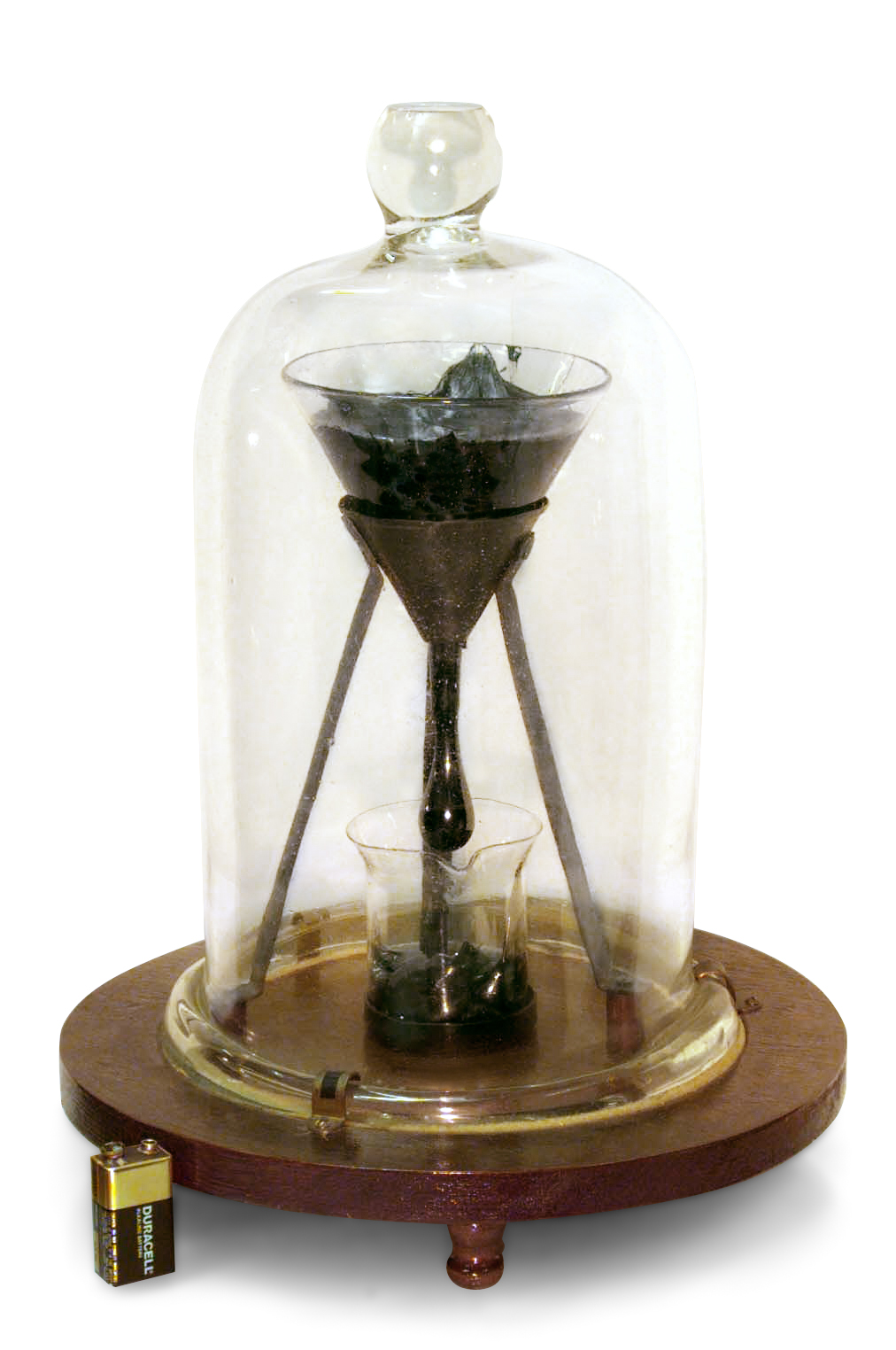
Universidad de Queensland
Experimento de la gota de brea (1927), considerado el experimento más largo del mundo

La brea es un líquido viscoso de color marrón oscuro o negro de hidrocarburos y carbono libre, obtenido de una amplia variedad de materiales orgánicos a través de la destilación destructiva. Como demuestra el experimento de la gota de brea, es líquida a temperatura ambiente, pese a que parece sólida pues tiene una viscosidad muy alta. Está constituida por una mezcla compleja de muchos hidrocarburos de las siguientes clases: hidrocarburos aromáticos policíclicos (HAP) (alquil sustituidos, con el grupo ciclopentadieno, parcialmente hidrogenados, heterosustituidos, con grupos carbonilo, etc.), oligoarilos y ologoarilmetanos, compuestos policíclicos heteroaromáticos (benzólogos de pirrol, furano, tiofeno y piridina). Las breas presentan un amplio intervalo de ablandamiento en vez de una temperatura definida de fusión. Cuando se enfría el fundido las breas solidifican sin cristalización.
Los HAP constituyen el grupo de compuestos más abundantes en las breas. Según su estructura, pueden clasificarse en cata-condensados y peri-condensados. Los cata-condensados presentan átomos de carbono terciario comunes, como máximo, a dos anillos aromáticos, mientras que, en los peri-condensados, algún átomo de carbono terciario pertenece a tres unidades aromáticas. La diferente tipología de esas dos clases de compuestos poliaromáticos afecta a su comportamiento, por ejemplo a su reactividad térmica.

## Introducción histórica
El gran potencial de la brea en la antigüedad pasa por su uso medicinal, cosmético, impermeabilizador para ánforas,  endurecimiento del esparto, aditivo para vinos o aislante para barcos.
En el yacimiento de La Illeta en El Campello (Alicante), se ha documentado un horno de época ibérica para producción de brea partir de la destilación de pino carrasco. En dicho horno «se colocaban verticales las raíces de los pinos, se encendía el fuego y se dejaba durante dos días en una especie de cocción reductora».
El Museo de Prehistoria de Valencia cuenta con los restos de una vasija localizada en un pecio romano localizado frente a la localidad de El Saler, donde se pueden apreciar restos de brea muy probablemente destinados a trabajos de reparación de la propia nave. 
La brea fue el producto más exportado por Finlandia durante los siglos XVII y XVIII. Los navíos y buques mercantes europeos necesitaban enormes cantidades de brea y su principal suministro provenía de los bosques del Reino de Suecia-Finlandia. En otros países se utilizaban pinos viejos, o lo que queda después de talar un árbol, como materia prima para conseguir brea, mientras que los finlandeses la sacaban de los pinos jóvenes.
La corteza de árboles y arbustos se cortaba para producir incisiones por las que después fluiría la resina. Tras unos años, estos árboles eran talados, cortados en trozos pequeños y almacenados para producir brea. Ésta se transportaba a los puertos en barriles y embarcaba rumbo a los mercados internacionales. El negocio de la brea fue el modo de subsistencia que tenían los habitantes del interior, la mayoría de los cuales vivían en el sureste de Finlandia. Más tarde, ya a finales del apogeo de esta industria, también se procesaba en las regiones de Ostrobotnia y Kainuu.

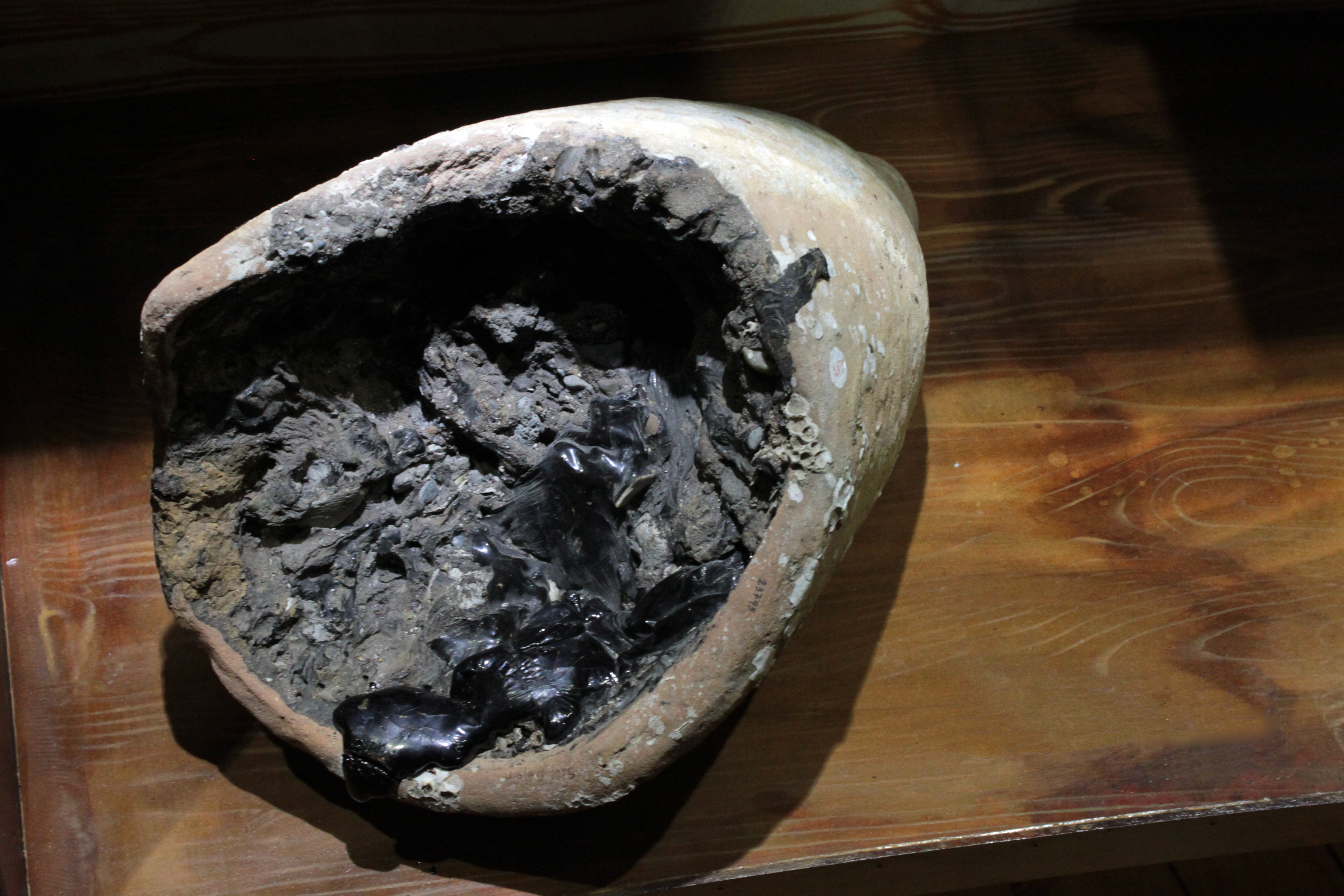
Restos de brea en un ánfora localizada frente a la costa de El Saler. Museo de Prehistoria de Valencia. Uso muy probable para la reparación e impermeabilización de la propia nave.

Había un sentimiento de que utilizar pinos de 30 a 40 años era una gran pérdida, especialmente debido a que los bosques donde se habían llevado a cabo estas actividades, nunca llegaban a producir troncos grandes aptos para los aserraderos y se tenían que sustituir por las piceas, no tan buenas crecedoras. Sin embargo, para los habitantes de esas regiones, las rentas procedentes de la venta de brea eran necesarias; tenían que sacar lo que pudieran de un suelo pobre en nutrientes.
La fabricación de brea se llevó a cabo en Finlandia durante 300 años, finalizando a comienzos del siglo XX, cuando se dejaron de construir barcos de madera y se redujo así la demanda de esta materia.
En España está documentada la producción en Longás, haciendo un producto de calidad que llegó a ser solicitado en muchas poblaciones como si fuera una denominación de origen. Este producto fue tan importante en esta población que dio lugar a su gentilicio denominándose los habitantes de esta población peceros. Se cree que esta actividad desapareció en Longás a mediados del siglo XX.

## Tipos de brea
Según su origen existen varios tipos de brea.

### Brea de madera
Durante al menos 600 años, la brea de madera se ha utilizado como revestimiento repelente al agua para barcos y techos. En Escandinavia, se produjo como un cultivo comercial. "Brea del campesino" podría ser nombrado por el distrito de su producción. La brea vegetal o de biomasa se obtiene a partir de breas de origen vegetal por procedimientos similares a los empleados en la obtención de breas de la hulla o del petróleo.

### Brea de hulla
- Brea de hulla: Es un residuo de la destilación o tratamiento térmico de la hulla o carbón.[1] Se puede encontrar en forma natural en el mar Muerto y en ciertos lagos de Asia.[4] Están constituidas por mezclas complejas de numerosos HAP y compuestos heterocíclicos.

La brea de hulla era anteriormente uno de los productos de las fábricas de gas. La brea hecha de carbón o petróleo se considera tóxico y cancerígeno debido a su alto contenido de benceno, aunque la brea de hulla en bajas concentraciones se usa como medicamento tópico para afecciones como la psoriasis. La brea de hulla y petróleo tiene un olor acre.
La brea de hulla figura en el número 1999 de la lista de mercancías peligrosas de las Naciones Unidas.

### Otros tipos de brea
- Brea de petróleo: Son residuos del tratamiento térmico y destilación de distintas fracciones del petróleo. En estas breas abundan los hidrocarburos aromáticos con sustituyentes alquilo y grupos nafténicos.
- Brea sintética: Se obtiene mediante “polimerización” de compuestos aromáticos puros como el naftaleno, o mediante pirólisis de polímeros. Su estructura y propiedades dependen del compuesto de partida.
- Brea de mesofase: La brea de mesofase es un material con las características de un cristal líquido. Está formada por unas unidades básicas con forma de esfera que poseen una estructura similar a la del grafito, aunque la forma de apilamiento de los planos grafíticos es muy diferente a la de este. Se obtiene por diversos tratamientos térmicos en los que, partiendo de otras breas con características adecuadas, se consigue separar o concentrar la fracción rica en mesofase.

Por tanto, la brea es un subproducto de procesos de conversión de carbones, petróleo o biomasa. Es decir, un producto de, relativamente, poco valor añadido que, sin embargo, es el precursor de productos con un gran valor añadido, como son los materiales de carbón.

## Usos y aplicaciones de la brea
La brea se usaba como sellante para tejas y papel de brea y para sellar los cascos de barcos y embarcaciones. Durante milenios, la brea de madera se utilizó para impermeabilizar velas y barcos, pero hoy en día, las velas hechas de sustancias sintéticas inherentemente impermeables han reducido la demanda de la brea. 
La brea de madera todavía se utiliza para sellar barcos de madera tradicionales y los techos de iglesias históricas con techo de tejas, así como para pintar paredes exteriores de edificios de troncos. La brea también es un desinfectante general. La brea de pino se utiliza para el tratamiento de superficies de techos de tejas de madera, botes, baldes y tinas y en las industrias de medicina, jabón y caucho. La brea de pino tiene buena penetración en la madera rugosa. Una antigua receta de pez de madera para el tratamiento de la madera consiste en un tercio de pez de madera genuino, trementina bálsamo y olio de linaza hervido o crudo u óleo de tung chino.
La brea también es una precursora de algunos tipos de fibras de carbono o de grafito. Para la obtención de este tipo de fibras la brea se somete a un tratamiento térmico para obtener la brea de mesofase. Posteriormente, esta se somete a un hilado para obtener una fibra de brea (termoplástico, con algún grado de orientación, en las moléculas, a lo largo del eje de la fibra). Esta fibra se somete a una oxidación para obtener una fibra de brea de mesofase termoestable (con enlaces cruzados de oxígeno entre las moléculas que mantienen y bloquean la orientación). Finalmente, se someten a un proceso de tratamiento térmico en gas inerte, cuya temperatura puede variar entre 1500 °C y 3000 °C, para producir fibras de carbono o grafito, respectivamente.
Las aplicaciones de la brea presentan un futuro muy alentador. En España, el INCAR, (Instituto de Ciencia y Tecnología del Carbono), perteneciente al CSIC, ofrece a la industria un nuevo procedimiento de preparación de grafitos sintéticos de alta densidad a partir de mesofase carbonosa procedente de brea de alquitrán de hulla y una brea de mesofase sintética, utilizando un proceso que se basa en la capacidad de las microesferas de mesofase para autosinterizarse y densificar mediante tratamientos térmicos controlados. Proceso simple y barato con el que se obtienen grafitos de mayor densidad, baja resistividad eléctrica y alta resistencia a flexión.

## Caracterización de la brea
La brea es la sustancia principal de partida de los materiales de carbón y su caracterización estructural juega un papel muy importante en la predicción de su comportamiento térmico. Los métodos más utilizados por los fabricantes y usuarios para la caracterización de una brea son:
Punto de reblandecimiento: Es la temperatura a la cual la brea cambia de ser un sólido quebradizo a ser un fluido más o menos viscoso. Puede presentar un intervalo de temperaturas cuyos límites suelen estar comprendidos entre 30 y 180 °C.
Rendimiento en coque: Es el residuo sólido (coque) de la coquización de la brea a 900 °C. Está relacionado con el rendimiento del material de carbón en el proceso industrial.
Temperatura de destilación de la primera gota y destilado a 360 °C: Son respectivamente la temperatura a la que destila la primera gota y el porcentaje de material destilado hasta 360 °C. Estos parámetros, junto con el contenido en materias volátiles, son útiles para evaluar la potencialidad de emisiones de HAP de la brea.
Análisis elemental (C, H, O, N, S): La relación atómica C/H es indicativa del grado de aromatización de la brea.
Composición de sus cenizas: Los contenidos en K, Na, V, etc. Son particularmente importantes en el consumo de los ánodos Söderberg utilizados en la obtención del aluminio.
Insolubles en: quinoleína (IQ, o resinas a), tolueno (IT) y n-Hexano (IH). Son los porcentajes de material soluble en cada uno de estos disolventes. A partir de estos se calculan las
- resinas b : IT-IQ
- resinas g : IH-IT